# Movimiento sintáctico
Un movimiento sintáctico o desplazamiento sintáctico es un proceso de la sintaxis por el cual un constituyente sintáctico aparece insertado en una posición diferente de su posición natural, es decir, la posición donde aparecería como complemento sintáctico de un núcleo que lo requiriera por el principio de proyección.
En ocasiones el movimiento sintáctico puede ser opcional como sucede en las oraciones en que un elemento se topicaliza para enfatizarlo, u obligatorias como cuando en una oración interrogativa el elemento al que se refiere la pregunta se coloca en primer lugar. La comparación entre las dos oraciones siguientes constituye una evidencia clara de que los elementos pueden aparecer fuera de su posición natural:
(1a) ¿De quién te parece a ti que están hablando esos dos señores?
(1b) Me parece que esos dos señores están hablando de Antonio
La oración (1b) podría ser una respuesta a (1a), entre las dos se aprecia que el constituyente De quién en la primera oración desempeña un papel sintáctico análogo al de de Antonio en la segunda oración. Sin embargo, la posición en la que aparece en la interrogativa y en la respuesta enunciativa es muy diferente. También existe otro cambio de orden y es la inversión entre están hablando y esos señores entre la interrogativa y la enunciativa. Estos dos cambios son obligatorios en español estándar para que una interrogativa parcial esté bien formada.

## Huellas o trazas de movimiento
En el análisis de la gramática generativa, cuando un elemento se desplaza de su posición natural, se postula que queda una huella sintáctica o huella de movimiento en la posición original del elemento. Si bien esta huella es fonéticamente vacía, su presencia se evidencia por el hecho de que ningún otro elemento puede ocupar su posición. Una huella sintáctica es, por lo tanto, una posición sintáctica que coincide con la posición original de un elemento desplazado. 
Conjeturar de la existencia de huellas sintácticas (fonéticamente no realizadas o vacías y cuyo efecto solo es indirecto), ha permitido explicar una gran cantidad de hechos sintácticos que de otra manera requerirían explicaciones más complejas, por lo que actualmente se considera una explicación correcta en el sentido de la navaja de Ockham.

## Clases de movimiento
Los movimientos sintácticos se clasifican de acuerdo a qué tipo de constituyente sintáctico se traslada (en gramática generativa se asume que solo los núcleos y los sintagmas pueden desplazarse, pero no el resto de constituyentes) y qué tipo de posición es la posición de destino en la que queda el constituyente desplazado. Algunos tipos de movimientos comunes son:
- Movimiento Qu-, o movimiento de interrogativo, requerido en las lenguas como las lenguas indoeuropeas donde en las interrogativas directas el elemento por el que se pregunta debe aparece en primera posición. El movimiento se realiza hacia el especificador del sintagma complementante, mientras que en las lenguas en que hay inversión entre sujeto y verbo, el verbo se desplaza al núcleo del sintagma complementante.
- Movimiento V2, que aparece en las lenguas V2, como son la mayoría de lenguas germánicas, donde el verbo conjugado de la oración principal se desplaza a la segunda posición, mientras que en las oraciones subordinadas dicha posición puede estar ocupada no produciéndose en ese caso el movimiento (en esas lenguas la regla de buena formación requiere que el núcleo complementante esté ocupado, en las subordinadas dicha condición ya se satisface, pero las oraciones principales requieren el movimiento para satisfacer la condición).
- Movimiento de sujeto con verbos de ascenso, muchos verbos por su significado y estructura lógica requieren solo un argumento proposicional, y no asignan papel temático a la posición de sujeto o argumento externo. En español y en otras lenguas parecer, resultar son verbos de este tipo por lo que las oraciones siguientes son equivalentes semánticamente:

a. Parece que Juan duerme
b. Juan parece dormir
c. *Parece Juan dormir
En la segunda se postula que ha habido un ascenso del sujeto lógico de dormir a la posición de sujeto formar de parecer, obsérvese que sin el que el consitituyente Juan debe "ascender" a la posición de argumento externo de parecer.
- Ascenso de clíticos, en español moderno a diferencia del castellano antiguo, los pronombres clíticos con verbos conjugados en indicativo o subjuntivo, requieren que el pronombre clítico de objeto directo indirecto sea preverbal. En esas oraciones el clítico se mueve desde una posición postverbal a una posición preverbal. La existencia de movimiento se evidencia considerando oraciones donde el ascenso es opcional:

a. María quiere comprarlo
b. María lo quiere comprar
La siguiente tabla clasifica algunos movimientos sintácticos comunes según la posición hacia que se desplaza (argumental, no-argumental) el constituyente y el tipo de constituyente (núcleo, sintagma):
| Destino del elemento desplazado | categoría desplazada | categoría desplazada                                                 |
| Destino del elemento desplazado | Núcleo               | Sintagma                                                             |
| ------------------------------- | -------------------- | -------------------------------------------------------------------- |
| Posición argumental             | Ascenso de clítico   | Paciente lógico a sujeto en pasivas Movimiento con verbos de ascenso |
| Posición no argumental          | Movimiento V2        | Movimiento Qu-                                                       |

## Restricciones de movimiento
Desde que se propuso la teoría del movimiento sintáctico, y habida cuenta de lo que pasó con las transformaciones del modelo transformacional-generativista, muchos lingüistas han trabajado en estudiar las condiciones que acoten o delimiten el uso del procedimiento, estableciendo restricciones o "filtros" que bloqueen la posibilidad de ciertos tipos de movimiento. El estudio de las restricciones sobre los movimientos posibles se conoce como la hipótesis de localidad del movimiento.
Por ejemplo un movimiento debe respetar la condición de localidad, lo cual significa que un elemento solo puede experimentar desplazamientos de cierta distancia, o equivalentemente hacer traslados locales. Consideremos un ejemplo, en (a) se describe la situación general, mientras que (b), (c) y (d) son tres preguntas sobre el mismo estado de hechos:
a. María salía con Pedro en Navidad.
b. ¿Cuándoi dijo María que salía con Pedro Øi ?
c. ¿Con quiéni crees que salía María Øi en Navidad?
d. *¿Con quién crees cuándo dijo que salía María?
Tanto (b) como (c) son preguntas correctas ya que e ellas no se viola que cada uno de los movimientos sintácticos satisface la condición de localidad. En cambio en (d) el constituyente con quién solo puede desplazarse a la posición inicial haciendo un movimiento largo desde la subordinada más interna al inicio de la interrogativa, pero ese movimiento largo no satisface la condición de localidad.

## Razones del movimiento
En cuanto a las razones que requieren el movimiento sintáctico existen dos tipos de hipótesis para explicarlas:
- La más extendida, iniciada por la propuesta original de Chomsky,[2] es que el desplazamiento está dirigido por razones morfológicas e interpretativas (esencialmente, se supone que las palabras tienen algunos rasgos morfológicos como el rasgo [+qu] de los interrogativos que deben cotejarse o compararse con rasgos existentes en ciertas posiciones sintácticas, el "cotejo" solo se realiza si el elemento se mueve a esas posiciones, el filtro de caso sería otro ejemplo de condiciones que fuerzan el movimiento).
- La otra posibilidad propuesta es que el movimiento está dirigido por razones puramente estructurales, relacionadas con la necesidad de disponer las palabras en una cadena lineal (antisimetría dinámica). Estas ideas se basan en una versión lógicamente más débil de la teoría de la antisimetría.[3]

Por otra parte está claro que los requerimientos o razones del movimiento son peculiares de cada lengua, así en lenguas V2 como el alemán parece que el sintagma complementante de una oración no puede quedar vacío, y para cumplir ese requerimiento se produce el movimiento del verbo hacia esa posición, si no está ocupado por ningún otro elemento (en las oraciones interrogativas y las oraciones de relativo el desplazamiento no se da porque algún otro elemento ya ocupa esa posición).
En muchas lenguas calificadas de "orden libre" o "con orden muy libre" el orden sintáctico preferente está ligado al marcaje de la información (distinción tema - rema). Por ejemplo, en español en una oración enunciativa el rema/comentario/foco tiende a estar hacia el final de la oración, y suele ir acompañado de una entonación preeminente (acento oracional nuclear). Ese factor condiciona el orden escogido para una oración "natural" en español, si se consideran las dos oraciones siguientes (con el acento nuclear marcado en negrita):
a. Ha salido el sol
b. El sol ha salido ya
Se tiene que la oración (a) es adecuada como información nueva o cuando se menciona el hecho en una conversación que versaba sobre otro tópico, pero en cambio si se estaba hablando del sol, el amanecer o algo relacionado la oración (b) es perfectamente natural. En ese caso la estructura de la información y la identificación conveniente del rema y el tema, condicionan que haya un solo movimiento sintáctico (de V a ST) como en (a) o dos movimientos sintácticos (el de V a ST, más el el sol al especificador del ST).

## Muévase-α
La regla muévase-α o mover-α es una las innovaciones teóricas introducidas en el modelo la teoría estándar extendida hacia finales de la década de 1970 y principio de los años 1980, dentro de los desarrollos teóricos de gramática generativa. El viejo "modelo transformacional" permitía casi cualquier tipo de transformación irrestrictamente, lo cual hacía la teoría demasiado general y poco precisa. La introducción del constructo muévase-α redujo las transformaciones posibles a un movimiento sintáctico que dejaba tras de sí una huella sintáctica. La enorme reducción de posibilidades que produjo restringir las transformaciones posibles solo a movimientos sintácticos clarificó muchos procesos.
El filtro de caso y otras restricciones requieren que ciertos elementos estén en ciertas posiciones, cuando el elemento no las satisface en su posición original se aplica una regla muévase-α hacia una nueva posición donde se satisfaga la condición. Así el movimiento sintáctico prescrito por muévase-α es requerido por ciertas condiciones y restricciones, lo cual acota las posibilidades y modos de aplicación de dicha regla. Por ejemplo para la formación de interrogativas paricales se requiere que el especificador del sintagma complementante esté ocupado por el interrogativo asociado al constituyente sintáctico al que se refieren:
¿[De quién]1 crees que te estás burlando [h1]?